# Hitachi Energy Arena
La Hitachi Energy Arena è uno stadio di calcio situato a Västerås, in Svezia.
Può ospitare fino a 7 044 spettatori in caso di partite di calcio e fino a circa 15 000 spettatori in occasione di concerti o eventi.
La struttura è gestita dalla società Rocklunda Sport & Event. Fa parte del Rocklunda IP, uno dei più grandi complessi sportivi della Scandinavia, il quale dispone di decine di campi sportivi e strutture per praticare svariati sport tra cui calcio, bandy, hockey su ghiaccio, equitazione, baseball, football americano oltre alle palestre dedicate ad altri sport indoor.

## Storia
Lo stadio, a seguito della sua inaugurazione avvenuta il 27 aprile 2008, diventò l'impianto cittadino principale. All'epoca era denominato Swedbank Park. Prima della sua apertura, le locali squadre di calcio disputavano le partite interne presso il vecchio Arosvallen.
Il 5 settembre 2010 si registrò il nuovo record di spettatori, quando 6 441 persone assistettero alla sfida valida per la terza serie nazionale (Division 1) tra due squadre cittadine, il Syrianska IF Kerburan e il Västerås SK.
Nel febbraio del 2016 la struttura assunse la nuova denominazione di Solid Park Arena. Quattro anni più tardi, nel gennaio del 2020, una nuova sponsorizzazione cambiò il nome in Iver Arena, così come un nuovo cambio ebbe luogo nell'aprile 2023 quando l'impianto divenne Hitachi Energy Arena.
Il 29 ottobre 2023 venne registrato un nuovo record di pubblico, nel giorno in cui i biancoverdi centrarono la promozione aritmetica in Allsvenskan grazie alla vittoria sul GAIS davanti a 6 611 spettatori. Con la promozione del Västerås SK nell'edizione 2024 dell'Allsvenskan, categoria in cui la squadra aveva militato l'ultima volta nel 1997 quando ancora giocava all'Arosvallen, il record di pubblico venne ritoccato al rialzo con i 7 009 spettatori dell'esordio casalingo del 7 aprile contro l'Elfsborg e successivamente con i 8 714 spettatori della settima giornata in programma il 5 maggio contro il Djurgården.